# Анри, Жан-Мишель
Жан-Мишель Анри (фр. Jean-Michel Henry; род. 14 декабря 1963) — французский фехтовальщик-шпажист, олимпийский чемпион и чемпион мира.

## Биография
Родился в 1963 году в Марселе. В 1983 году стал чемпионом мира. В 1984 году принял участие в Олимпийских играх в Лос-Анджелесе, где стал обладателем серебряной медали. На чемпионате мира 1987 года стал обладателем бронзовой медали. В 1988 году стал обладателем золотой медали Олимпийских игр в Сеуле в командном первенстве, а в личном зачёте был 18-м. В 1990 году завоевал серебряную медаль чемпионата мира. В 1992 году стал бронзовым призёром Олимпийских игр в Барселоне в личном первенстве, а в командном первенстве французские шпажисты стали 4-ми. На чемпионате мира 1993 года стал обладателем бронзовой медали. В 1994 году завоевал золотую и бронзовую медали чемпионата мира. На чемпионате мира 1995 года получил серебряную медаль. В 1996 году принял участие в Олимпийских играх в Атланте, где стал обладателем бронзовой медали в командном первенстве, а в личном зачёте стал 6-м.